# Ignacy Ostaszewski

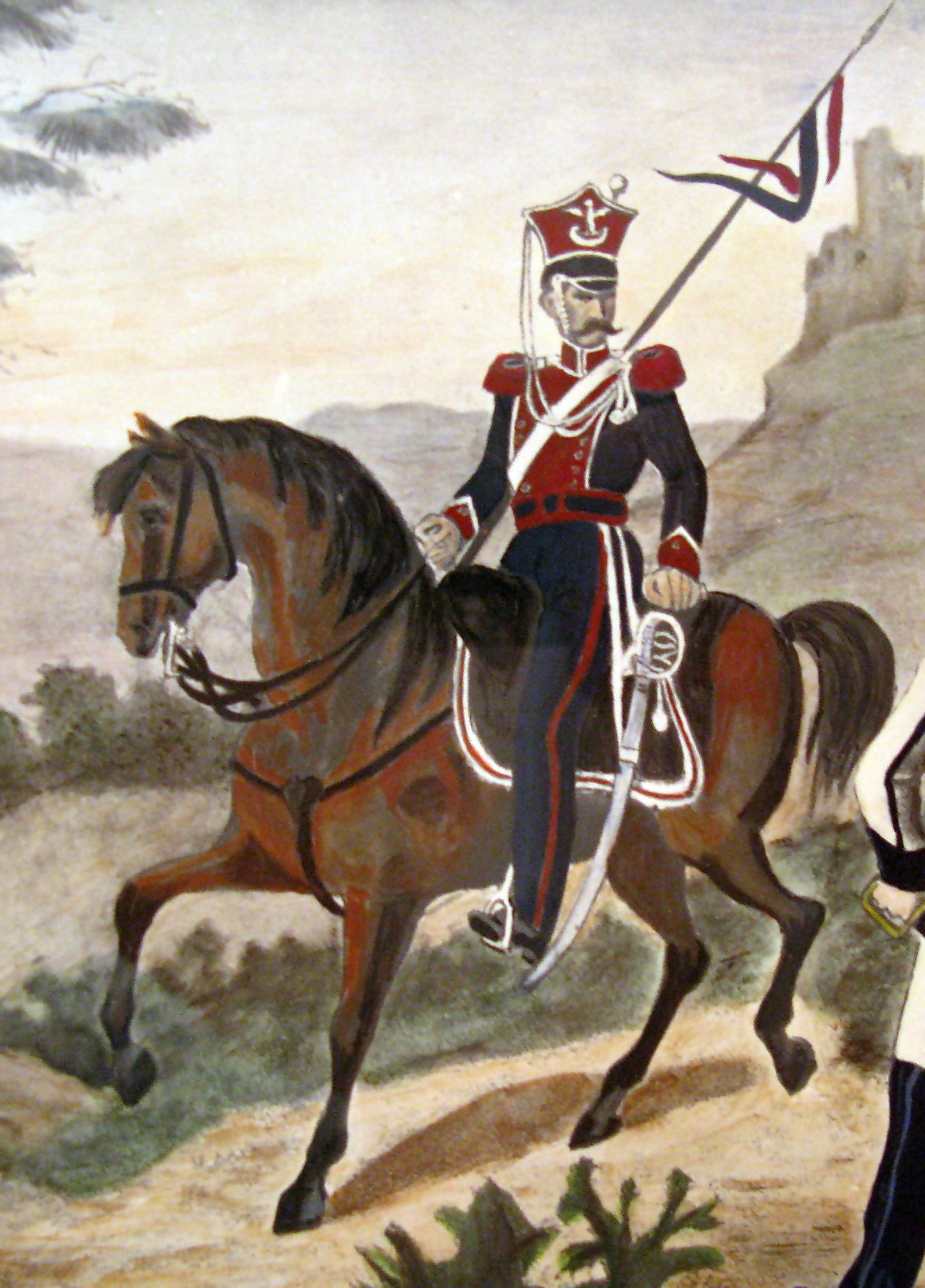
Ułan 5. Pułku Ułanów

Ignacy Walenty Ostaszewski (ur. 1792, zm. 1840) – oficer wojsk polskich, uczestnik kampanii napoleońskiej 1812 roku, kapitan w 5. Pułku Ułanów w powstaniu listopadowym, odznaczył się w bitwie pod Ostrołęką 26 maja 1831.

## Życiorys
Urodził się w 1792 w miejscowości Żebry-Wiatraki na Mazowszu w szlacheckiej rodzinie Ostaszewskich herbu Ostoja jako syn Antoniego Ostaszewskiego, komornika zakroczymskiego, i Kunegundy z Pokrzywnickich. Na chrzcie 9 września 1792 dostał imiona Walenty Ignacy.
W 1809 wszedł jako kadet do armii Księstwa Warszawskiego. Odbył kampanie: 1812 roku w Rosji i 1813 roku w Niemczech. Za waleczność dostał krzyż Virtuti Militari. Po utworzeniu Królestwa Kongresowego w 1815 roku został skierowany do szwadronów instrukcyjnych strzelców konnych gwardii, gdzie był podchorążym.
W 1827 awansował z wachmistrza w Pułku Strzelców Konnych Gwardii na porucznika do Korpusu Weteranów. W tym samym korpusie służył jego daleki krewny, podporucznik Walenty Ostaszewski; dlatego zapewne dla odróżnienia zaczął używać drugiego imienia: Ignacy.
Po wybuchu powstania listopadowego został 28 grudnia 1830 przeniesiony z Korpusu Weteranów do tworzącego się 5. Pułku Ułanów imienia Zamoyskich. 3 kwietnia 1831 awansował na kapitana.
W bitwie pod Ostrołęką 26 maja 1831, w której dowodził szarżą 2. szwadronu swego pułku, został ciężko ranny.
Po upadku powstania i powrocie z internowania w Prusach dzierżawił wieś Bobrowniki, a następnie otrzymał posadę w rządowym Korpusie Górnictwa i Hutnictwa, gdzie był kasjerem fabryk rządowych przy zakładach amunicji w Parszowie.
Zgodnie z zarządzeniem władz zaborczych, w 1838 roku wylegitymował się ze szlachectwa w Królestwie.
Od 17 lutego 1821 był ożeniony z Praksedą Emilią Sułocką (urodzoną 2 grudnia 1802, zmarłą 2 maja 1837). Miał dzieci: Emilię (ur. 1822), Sylwestra (ur. 1823, zm. 1873, ożenionego 1 v. z Anną Budzyńską, 2 v. z Matyldą Szymańską), Wiktorię (ur. 1826, zm. 1854, za Jakubem Prackim), Wincentego (ur. 1827, zm. 1861, ożenionego z Anną Dłużewską), Józefa (ur. 1832, zm. 1861, ożenionego z Karoliną Sakowską), Walentego (ur. 1834, ożenionego z Karoliną Sadowską) i Jana (ur. 1836). Na krótko przed śmiercią ożenił się powtórnie z Magdaleną z Komorowskich.
Umarł w Parszowie 22 grudnia 1840. Został pochowany w Wąchocku.